# Wechselappellationsgericht Würzburg
Das Wechselappellationsgericht Würzburg war ein Handelsgericht zweiter Instanz in Würzburg.

## Geschichte
Am 11. September 1825 wurde das neue Wechselrecht und eine Wechselgerichtsordnung für Bayern erlassen. Damit wurden systematisch sechs Wechselappellationsgerichte gebildet, darunter das Wechselappellationsgericht Würzburg. Es war für den Untermainkreis zuständig. Nachgeordnete Wechselgerichte im Sprengel waren das Wechselgericht Aschaffenburg und das Wechselgericht Würzburg.
1838 wurde das Gericht nach Aschaffenburg verlegt und als Wechselappellationsgericht Aschaffenburg weitergeführt. 